# تصارعية
التصارعية (Agonism) هي نظرية سياسية تسلط الضوء على الجوانب الإيجابية المحتملة في بعض (وليس كل) أشكال الصراع السياسي. وتقبل الوجود الدائم لمثل هذه الصراعات، ولكنها تسعي لإظهار كيف يمكننا قبولها وتوجيهها بصورة إيجابية. ولهذا السبب، يهتم مؤيدو هذه النظرية بشكل خاص بالمناقشات التي تجرى حول الديمقراطية. ويشار أيضًا إلى هذا التقليد باسم التعددية التصارعية.

## النظرية التصارعية وتقاليد أخرى في الفكر السياسي
تتعارض التصارعية مع أحد أنواع المفاهيم السياسية لـالماركسية المعروف باسم «المذهب المادي». وقد يكون ماركس اتفق مع مؤيدي نظرية التصارعية في أن المجتمع طالما شهد حالة من الصراع، عندما كتب: «إن تاريخ جميع المجتمعات القائمة إلى الآن هو تاريخ من الصراع الطبقي». كذلك، أعتقد أن أسباب الصراع كانت معالم حتمية للمجتمع الحالي، مثلاً المجتمع الرأسمالي. ولكنه يرى أن التاريخ سيتطور بطريقة تجعله يدمر في النهاية الرأسمالية ويستبدلها بمجتمع متناغم - وهذا كان تصوره للشيوعية. وخلال فترة الستينيات والسبعينيات من القرن العشرين تحديدًا، اشترك العديدون، ومن بينهم أكاديميون، في إجراء تحليل دقيق للماركسية. ومنذ ذلك الحين، توصل العديد منهم إلى فكرة أن «التصور الرأسمالي للتاريخ» لا يقدم سببًا كافيًا للشعور بالأمل في بناء مجتمع متناغم. جدير بالذكر أن شانتال موف وإرنستو لاكلو كانوا بين من آمنوا بنظرية التصارعية وينتمون إلى خلفية ماركسية والحركات الاجتماعية في منتصف القرن الماضي.
يقول شانتال موف «إنني أستخدم مفهوم التعددية التصارعية لتقديم طريقة جديدة في التفكير في الديمقراطية التي تختلف عن التصور الليبرالي التقليدي عنها باعتبارها تفاوضًا بين المصالح، وتختلف أيضًا عن النماذج التي وضعها حاليًا أشخاص مثل يورغن هابرماس وجون راولز. وبالرغم من وجود اختلافات عديدة بين راولز وهابرماس، إلا أنهما يشتركان في فكرة أن الهدف من المجتمع الديمقراطي هو خلق إجماع في الآراء، وأن هذا الإجماع لا يكون ممكنًا إلا إذا طرح الناس مصالحهم الشخصية جانبًا وفكروا بطريقة عقلانية. ومع ذلك، فبينما نرغب في وضع حد للصراع، فإذا أردنا أن يكون الناس أحرارًا، فينبغي علينا دائمًا أن نترك مجالاً لاحتمال ظهور الصراع ونوفر ميدانًا حيث يمكن مواجهة الاختلافات. ولا بد للعملية الديمقراطية من توفير هذا الميدان.»

## الصراع وليس العداء
التصارعية هي ببساطة الشكل غير المتميز لـالعدائية:
كتب بوني هونيج، ربما يكون أشهر مؤيد لنظرية التصارعية قائلاً: «إن إثبات ديمومة التنافس ليس معناه التمجيد في عالم دون بيان نقاط الاستقرار؛ إنما هو إثبات حقيقة التنافس الدائم، حتى داخل بيئة منظمة وتحديد البُعد الإيجابي للخلاف».
Political Theory and the Displacement of Politics, p. 15</ref>

## نقاد التعددية التصارعية
ليس بالضرورة أن يتفق نقاد نظرية التعددية التصارعية السياسية مع الأهداف والغايات الأخلاقية لمدرسة الأفكار الاجتماعية والسياسية هذه. ومع ذلك، هناك العديد من البدائل المحتملة. تتعامل نظرية الحوكمة الفوكلوديانية مع استخدام جماعة المصالح لمجموعات معينة (أو أجهزة) للحديث لإنتاج سياق جديد يسمح بظهور موضوعات جديدة ومواقف الهوية. وقد يكون ذلك سلبيًا أو إيجابيًا. على سبيل المثال، نتج عن تفكك يوغوسلافيا ظهور العديد من الهويات القومية الجديدة داخل الدول التي نشأت عنها.
تطالب الحوكمة المجتمع المدني بالعمل بفعالية، بالرغم من أن فوكالت وواضعي النظريات الحلفاء لا يعتبرون المجتمع المدني وسيلة لتحقيق الحرية في مقابل تطفل مؤيدي سيطرة الدولة، ولكنهم يعتبرونه تطويرًا جزئيًا لأشكال معينة من الحوكمة. ومع ذلك، لا ينبغي مماثلة الحوكمة بالدولة أو المؤسسات القضائية أو المؤسسات الديمقراطية النيابية الرسمية. فربما تتضمن محادثات مثل الإشارات المرئية، ولكنها لا تقتصر عليها فقط، وقد تتضمن أعمال الموظفين الحكوميين والإداريين المحترفين وواضعي النظريات السياسية والاقتصاديين وواضعي النظريات الأخلاقية الدينية أو غير التوحيدية وآخرين يسعون إلى ابتكار موضوعات سياسية جديدة.
تعد الديمقراطية التشاورية نموذجًا بديلاً ثانيًا للنموذج المقدم في سياق التعددية التصارعية. وتركز الاهتمام على الوصول إلى إجماع ديمقراطي من خلال المشاركة الشعبية في المؤسسات الرسمية، سواء أكانت في شكل فرص رسمية داخل الديمقراطية النيابية الحالية أو في سياق منتديات عامة تم تأسيسها حديثًا داخل المجتمع المدني والتي تتناول القضايا العامة وتدرسها. فضلاً عن أنها تؤكد على التعاون والتكيف كبديل للنماذج التصارعية.

## التصورات الحرجة للتصارعية
استندت أعمال ثيودور أدورنو ومايكل فوكولت أيضًا على تصورات التصارعية والصراع بمعنى أكثر أهمية من ذلك الخاص بالهيمنة المضادة السياسية. وبالرغم من تجاهل استخدام التصارعية بشكل كبير، إلا أن كلاوديو كولاجوري تناولها إلى حدٍ ما في كتابه «ثقافة الصراع: المنافسة والصراع ومشكلة الهيمنة» (Agon Culture: Competition, Conflict and the Problem of Domination). وبالنسبة لكولاجوري، «الصراع هو حرفيًا ميدان التنافس ومشهد النزاع وموقع الصراع المعارض. وتؤكد فلسفة التصارع على فكرة أن التفوق والحقيقة والتطور نشأت نتيجة النزاع... كثيرًا ما يتم استيعاب مفهوم التصارع بمعناه الإيجابي على أنه مبدأ توليدي للاقتصاد والمجتمع وحتى البيئة الطبيعية والتطور الشخصي... غير أن السمة المتباينة للتصارعية هي أنها كثيرًا ما يُنظر إليها على أنها طريقة للتفوق، بينما نادرًا ما يتم الاعتراف بعلاقتها المؤثرة بأسلوب الدمار.» وتشكل التصارعية جزءًا من النظام الاجتماعي المطبق حيث المجتمع «ينتج ويعيد إنتاج نفسه بدقة من خلال ارتباط المصالح التصارعية لأعضائه» (Adorno, 1974). وبالنسبة لأدورنو، تتعلق التصارعية في المجمل بـ«ثيوديسيا الصراع» حيث المعارضون «يرغبون في إبادة بعضهم البعض...الدخول في صراع، ويمثل كل واحد منهم العدو المميت للآخر» (Minima Moralia). كذلك، يرى أدورنو التصارعية على أنها المبدأ الضمني في جدلية التاريخ لهيغل حيث «الجدال (التطور عبر الصراع) هو علم وجود الحالة الخاطئة للأشياء. وستكون الحالة الصائبة خالية منها: ليست نظامًا ولا اختلافًا» (Negative Dialectics). ويجدد كالاجوري مفهوم الصراع ليستند إلى هذا الجانب المدمر والحرج كطريقة للإضافة إلى انتقاد أدورنو للهيمنة الحديثة وتحديد كيفية استخدام تطبيع وتجنيس الصراع كأيديولوجية لتبرير الأشكال المتباينة للهيمنة والقهر. وتستفيد الأيديولوجية التصارعية التي تم تخصيصها عبر الثقافة الشعبية من الموضوعات التصارعية للاحتفال بالتنافس باعتباره ينبوع الحياة، وذلك بطريقة تجعل «التعريف العسكري للواقع» طبيعيًا (C.W. Mills).
كان مايكل فوكولت في طريقه نحو وضع نظرية تصارعية مهمة عن المجتمع، وقد ذكر ذلك في محاضراته «كلية فرنسا» (Collège de France) بين عامي 1975-1976 التي نشرت تحت اسم «ضرورة الدفاع عن المجتمع» (Society Must be Defended)، عندما بدأ التفكير في أبعاد أخرى للسلطة. وقد طرح الأسئلة التالية: 
«ما الأدوات المتاحة حاليًا لإجراء تحليل غير اقتصادي عن السلطة؟...ولدينا أيضًا الدفاع الآخر، وهو أن السلطة لا تتعلق في الأساس بتخليد وتجديد العلاقات الاقتصادية، ولكنها في المقام الأول، وفي حد ذاتها، علاقة قوة» (2003، 14-15)
بالإضافة إلى ذلك،
«إذا كانت السلطة بالفعل هي تنفيذ وانتشار علاقة القوة، بدلاً من تحليلها من حيث الإذعان والاتفاق والاغتراب، أو بدلاً من تحليلها من منظور وظيفي على أنها تجديد لعلاقات الإنتاج، ألا ينبغي أن نحللها أولاً وقبل كل شيء من حيث الصراع والمواجهة والحرب» (2003، 15)؟ 
ويجيب:
«لا أرغب في محاولة رؤية إلى أي مدى يمكن فعليًا تعريف المخطط الثنائي للحرب والصراع، وللصدام بين القوى، على أنه أساس المجتمع المدني وأنه يمثل المبدأ والمحرك لممارسة السلطة السياسية» (2003، 18).
يسلط التصور الحرج للتصارعية الذي وضعه أدورنو وفوكالت الضوء على كيفية استخدام عناصر التنافس في تعزيز مشروع الهيمنة الواضح في السياسة الجغرافية الحديثة. ويقترح كالاجوري إمكانية تطبيق هذا التصور على دراسة «الأشكال المتعددة للصراع الاجتماعي في العلاقات بين الأنواع والطبقات والأعراق حيث تغلب الطريقة التنافسية في التفاعل على تشكيل التدرجات الهرمية الاجتماعية استنادًا إلى اعتبار التنافس شكلاً من الإقصاء». علاوة على ذلك، يذكر كالاجوري أنه «بعد مرور 100 عام على التطور التكنولوجي، وقعت المجتمعات البشرية في كارثة وصراع حركي أبدي، مع توقف التطوير. وبينما تم تحليل هذا الجدل الخاص بالتطور والدمار من منظور سياسي واقتصادي، فإن ثقافة الصراع تقدم تحليلاً للحالة البشرية من خلال بحث طريقة عمل الأيديولوجية الثقافية للتنافس بوصفها أسلوبًا عقلانيًا يدعم نظام الهيمنة».

## النظرية التصارعية في الروايات الخيالية
تصور رواية الخيال العلمي سيدة المتاهات (Lady of Mazes) تأليف كارل شرودر ما بعد مستقبل البشر حيث يكون المبدأ الحاكم للمجموعة الشمسية «تصارعيًا» بوضوح. ويعرّف ذلك في الرواية على أنه «يمكنك التنافس ويمكنك الفوز، ولكن لا يمكنك أبدًا الفوز مرة وإلى الأبد». وتقدم الشخصية مثالين حيث الرئاسة ذات حدود مدة الوظيفة، والقوانين لمنع احتكار الشركات.